# Lidožravý levhart z Rudraprayagu

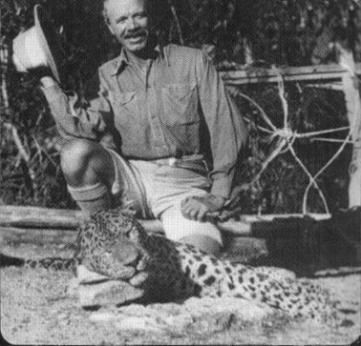
Jim Corbett se zastřeleným levhartem

Levhart z Rudraprayagu (město a distrikt v severní Indii) byl známým lidožroutem, který v letech 1918–1926 usmrtil a většinou i sežral asi 126 lidí. Jednalo se o samce levharta skvrnitého, poddruh levhart indický. Šelma zabíjela především v noci a postupně se stávala stále odvážnější a drzejší. Přepadala lidi na cestách, pronikala do chatrčí a odnášela odtud oběti. O likvidaci zabijáka se pokoušelo mnoho lovců, jednotky gurků i britská armáda. Byla na něj vypsána odměna 10 000 rupií. Ačkoliv pronásledovatelé používali různé pasti a otrávené návnady, lidožrouta se jim skolit nepodařilo. Koncem roku 1925 se do štvanice zapojil tehdy už známý a uznávaný lovec lidožravých šelem Jim Corbett. Ten po desetitýdenním pronásledování levharta 2. května 1926 zastřelil.
Corbett šelmu následně zkoumal. Jednalo se o starého samce, který už ztratil velkou část zubů, ale to zjevně nebyl důvod, proč s útoky na lidi před osmi lety začal. Zřejmě mu zachutnalo lidské maso z nepohřbených obětí španělské chřipky, která zasáhla ničivou silou mnohé země včetně Indie v roce 1918.